# Stenocercus crassicaudatus
Stenocercus crassicaudatus е вид влечуго от семейство Tropiduridae. Видът е световно застрашен, със статут Уязвим.

## Разпространение
Разпространен е в Перу.